# Stiftskirche St. Goar

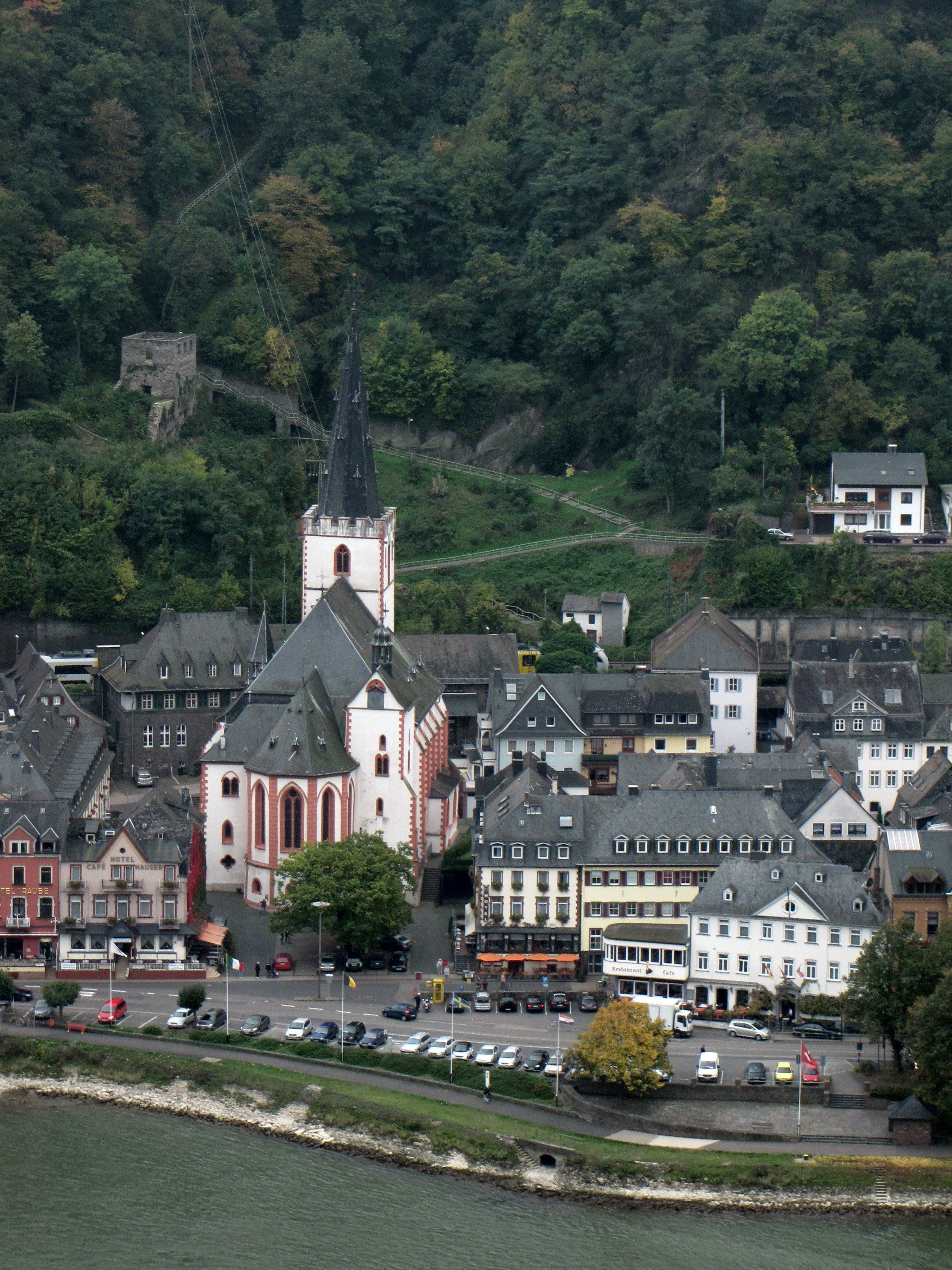
Stiftskirche St. Goar

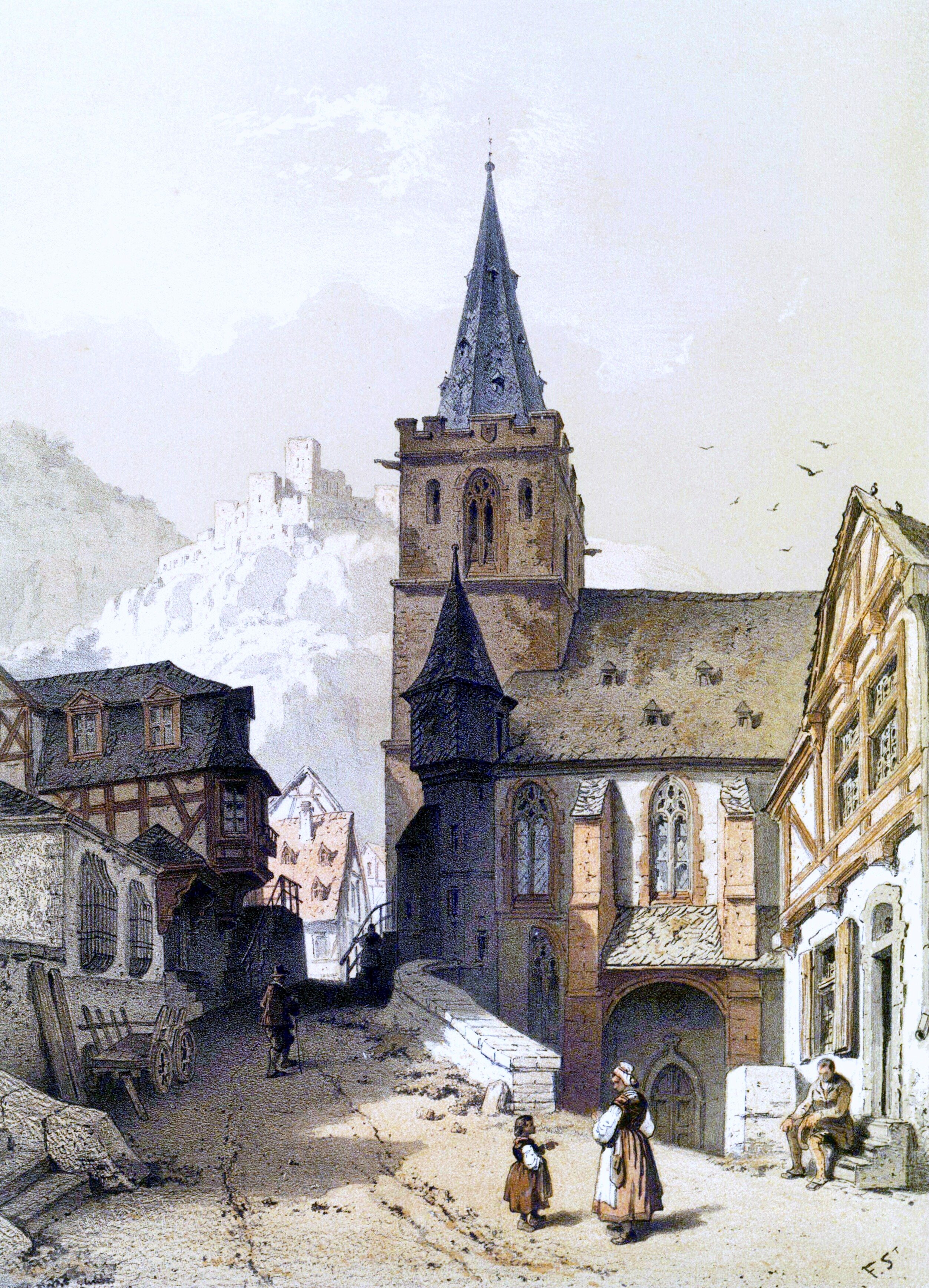
Aquarell der Stiftskirche von Théodore Fourmois, 1854

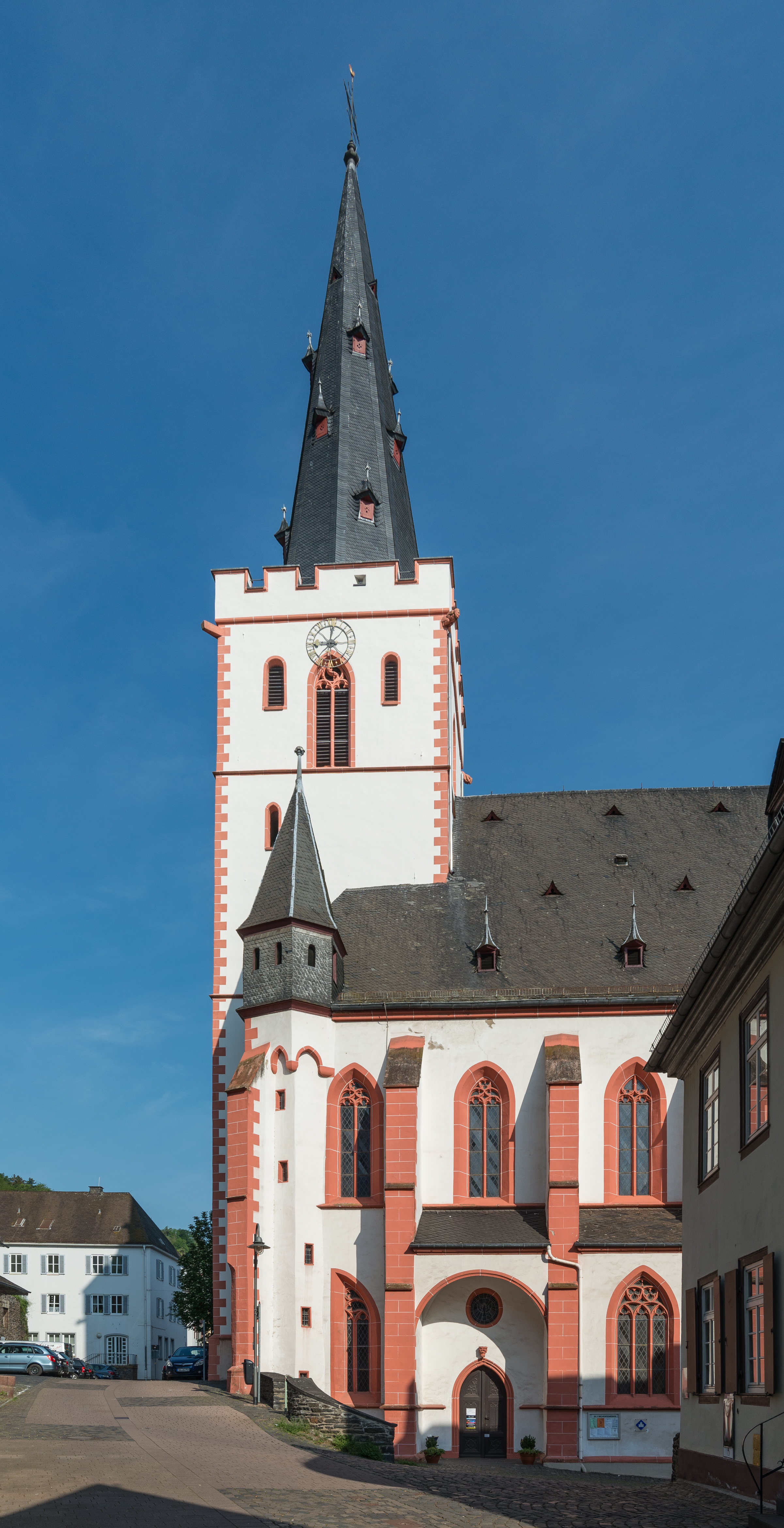
Südostansicht

Die Stiftskirche St. Goar  ist eine evangelische Gemeindekirche in der Stadt Sankt Goar in Rheinland-Pfalz. Die ehemalige Stiftskirche gehört zu den prominentesten Vertretern mittelalterlicher Kirchenbauten im Rhein-Hunsrück-Kreis. Mit ihrer romanischen Krypta, dem spätromanischen Chor und dem spätgotischen Langhaus gibt sie reges Zeugnis von den Bautraditionen und architektonischen Entwicklungen am Mittelrhein.
Seit 2002 ist die Stiftskirche St. Goar Teil des UNESCO-Welterbes Oberes Mittelrheintal, des Weiteren ist sie ein geschütztes Kulturgut nach der Haager Konvention.
Die Kirchengemeinde, bereits seit 1528 evangelisch, gehört zum Kirchenkreis Koblenz der Evangelischen Kirche im Rheinland.

## Patrozinium

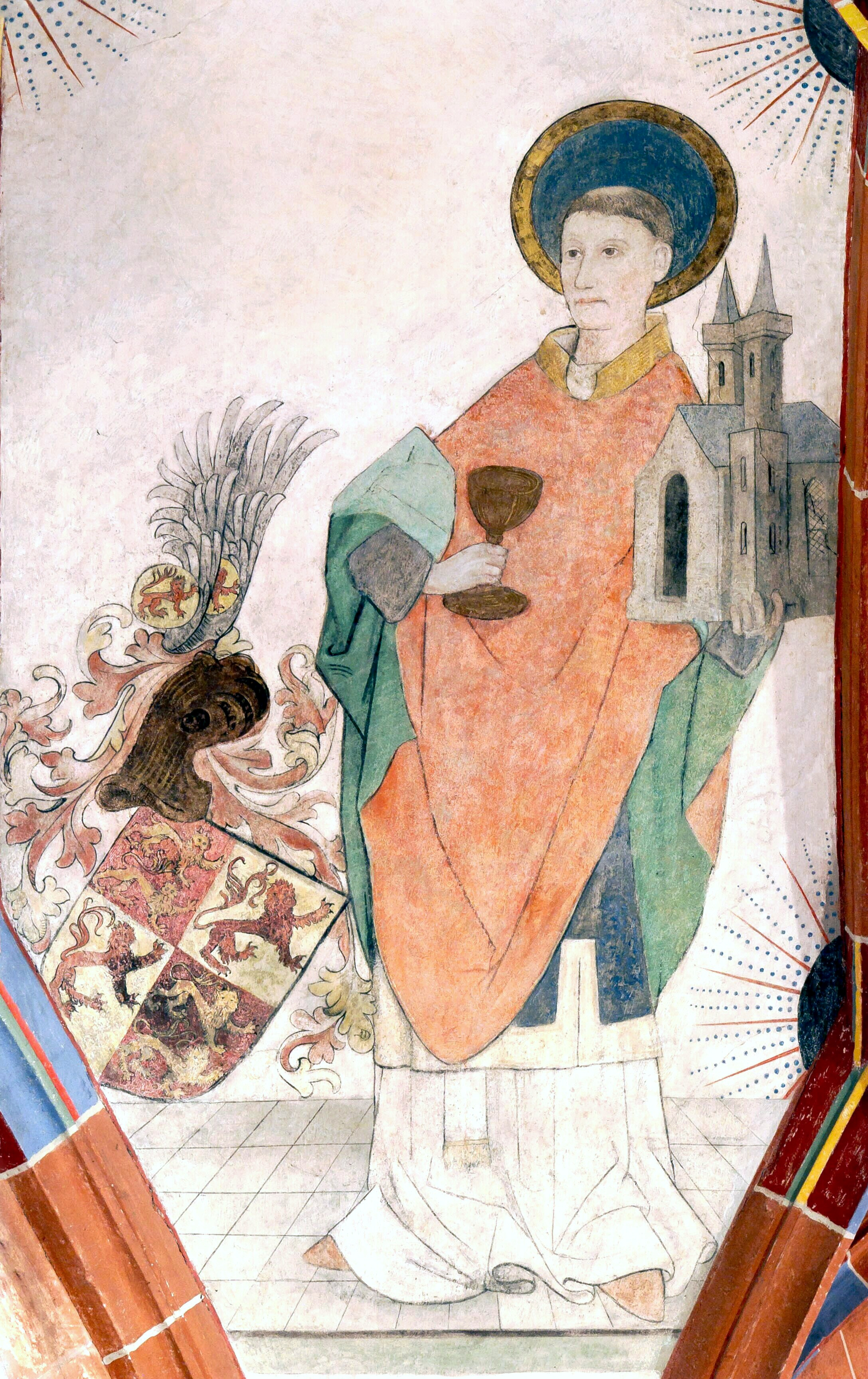
Spätgotische Gewölbemalerei des Heiligen Goar im Seitenschiff

Die Kirche ist nach dem heiligen Goar, einem Priester und Eremiten aus Aquitanien, benannt (geb. um 495 in Frankreich, gest. am 6. Juli 575 in St. Goar). Unter König Childebert I. (511–558) kam er an den Rhein und gründete in der Nähe des heutigen Oberwesel eine Zelle. In der nach ihm benannten Siedlung St. Goar am Mittelrhein ist in der Katholischen Kirche St. Goar und St. Elisabeth eine Reliefplatte mit dem Bild des Heiligen erhalten. Sie zeigt Goar als Gründer der Stadt mit einem Kirchenmodell. Der Heilige steht siegreich auf dem Teufel, während zwei Engel ihm das Gewand tragen und zwei weitere krönend einen Baldachin über ihn halten.
Der Turm der evangelischen Pfarrkirche (ehem. Stiftskirche) von St. Goar gibt ebenfalls Zeugnis vom Stadtgründer und dessen berühmter Gastfreundschaft v. a. gegenüber den Rheinschiffern. In einem Bildfeld treten der Heilige Goar sowie ein um Hilfe flehender Schiffer und eine von Dämonen umgebene Frau auf. Im dazugehörigen Text heißt es: „St. Goar, deren, die vom Schiffbruch und ehrlichen Namen Not leidenden Patron.“

## Entstehungsgeschichte und Bauverlauf

### Die Zelle des Heiligen Goar und die Bauten der Abtei Prüm
Erstmals nachgewiesen ist ein Bau an der Stelle der heutigen evangelischen Pfarrkirche von St. Goar im siebten Jahrhundert. Es handelte sich dabei um die vom Heiligen Goar errichtete Zelle zur Beherbergung von Geistlichen und Gläubigen.
Nach dem Tod des Heiligen hatten Kleriker dessen Tätigkeiten in der Marienkapelle und im Hospitium der neu gegründeten Siedlung fortgeführt, neue Gebäude sind aus jener Zeit jedoch nicht überliefert.
Auf der Reichsversammlung zu Attigny im Jahr 765 verlieh König Pippin die Zelle an den Abt Assuer von Prüm. Diese persönliche Schenkung ging unter König Karl dem Großen um 782 in das Eigentum der gesamten Abtei Prüm über. Diese ließ im Verlauf des 8. Jahrhunderts an der Stelle der ehemaligen Zelle eine dem Priestermönch St. Goar geweihte Kirche, sowie ein benachbartes Stiftsgebäude errichten.

### Die Stiftskirche zur Zeit der Grafen von Katzenelnbogen
Um 1089 verwüstete ein Brand den Bau und die Kirche wurde über fast vier Jahrhunderte hinweg von Grund auf neu errichtet. Nach dem Bau der romanischen Krypta am Ende des elften Jahrhunderts wurden um 1250 der spätromanische Chor, sowie seine Flankentürme errichtet. Ihren Abschluss fanden die Bauarbeiten in der Neuerrichtung des gesamten Langhauses von 1444 bis 1469 durch die Grafen von Katzenelnbogen. Als ehemalige Vögte der Abtei Prüm hatten sie im Zuge der Territorialisierung die Stadt St. Goar und den dortigen Rheinpass zu einem ihrer Herrschaftsmittelpunkte ausbauen können, wovon die Burg Rheinfels oberhalb der Stadt noch heute eindrucksvolles Zeugnis ablegt. Sie nutzten die Kirche bis Mitte des 15. Jahrhunderts als Residenzkirche und planten dort wohl auch eine Erbgrablege, die aber nicht verwirklicht wurde, weil das Haus Katzenelnbogen um 1479 im Mannesstamm ausstarb. Die Niedergrafschaft Katzenelnbogen fiel an die Landgrafen von Hessen.

### Die Stiftskirche zur Zeit der Landgrafen von Hessen
Unter den Landgrafen von Hessen als Universalerben der Grafen von Katzenelnbogen vollzog sich im 16. Jahrhundert auch der Nutzungswandel von der katholischen Stiftskirche zur evangelischen Pfarrkirche, denn Landgraf Philipp I. von Hessen (1504–1567) war 1524 der erste deutsche Fürst, der sich zur Reformation bekannte. Die Homberger Synode verabschiedete bereits zwei Jahre später (1526) die so genannte Hessische Reformationsordnung und legte Schritte zur Etablierung der neuen Glaubensauffassung fest. Der Theologieprofessor Adam Krafft wurde 1527 eigens vom Landgrafen mit einem Besuch der Niedergrafschaft Katzenelnbogen beauftragt. Bei seiner Ankunft am 1. November 1527 brachte er bereits den neuen Pfarrer Gerhard Eugenius Ungefug mit nach St. Goar und am 1. Januar 1528 wurde die erste evangelische Predigt in der Stiftskirche abgehalten. Während des Schmalkaldischen Krieges und des darauf folgenden Augsburger Interims blieb der damals in St. Goar amtierende Superintendent Melchior Schott trotz massiver Einschüchterungsversuche durch den damaligen Erzbischof Johann V. von Isenburg beim lutherischen Bekenntnis. Schotts Epitaph im Hochchor der Stiftskirche gibt darüber ausführlich Auskunft. Nach dem Tod Landgraf Philipps I. und der hessischen Erbteilung von 1567 fielen mit der Niedergrafschaft Katzenelnbogen auch St. Goar und die Burg Rheinfels an Landgraf Philipp II. von Hessen-Rheinfels, dessen kunsthistorisch bedeutende Grablege sich in einer der nördlichen Seitenkapellen der Stiftskirche befindet. Um 1576 scheiterte ein weiterer Versuch des Erzbischofs von Trier, die Stiftskirche nun über ein noch bestehendes Rückkaufrecht der Abtei Prüm aus dem Jahr 1449 zu rekatholisieren. Dazu kam es jedoch nicht, weil die Landgrafen von Hessen ihre als prüm’sche Lehensleute erforderliche Zustimmung zur Inkorporation der Abtei in das Kurerzstift Trier an die Bedingung knüpften, dass der Erzbischofs auf dieses Rückkaufrecht verzichtete. Zwischen 1598 und 1610 wurde auf Befehl des Landgrafen Moritz von Hessen-Kassel, dessen Haus nach dem kinderlosen Tod von Landgraf Philipp II. in den Besitz der Niedergrafschaft gekommen war, an der Stiftskirche das reformierte Bekenntnis eingeführt. Dabei sorgten die im Zuge dieser Maßnahme und unter Berufung auf das calvinistische Bilderverbot verfügte Übermalung der Fresken und der Abbau der Orgel für erhebliche Proteste in der St. Goarer Bürgerschaft.

### Die Stiftskirche heute
Heute ist die Stiftskirchen eine der fünf Predigtstätten der Evangelischen Kirchengemeinde St. Goar. Das an der Ev. Stiftskirche in St. Goar angesiedelte Stift überdauerte die Einführung der Reformation in Hessen, weil die in der hessischen Kirchenordnung gebotene Auflösung der Klöster auf geistliche Stifte nicht anwendbar war. Die Säkularisation kirchlicher Güter in den 1794 von Frankreich besetzten linksrheinischen Gebieten fand ebenfalls keine Anwendung auf evangelisches Kirchengut, so dass die Vermögenswerte des Stifts in erheblich reduzierter Form noch heute existieren und von einem Stiftsbeirat, der als Ausschuss des St. Goarer Presbyteriums bestellt wird, verwaltet werden.

## Beschreibung

### Grundriss und Aufbau der Kirche
Die ehemalige Stiftskirche von St. Goar ist geostet und weist eine dreischiffige Baustruktur auf.

#### Die romanische Krypta

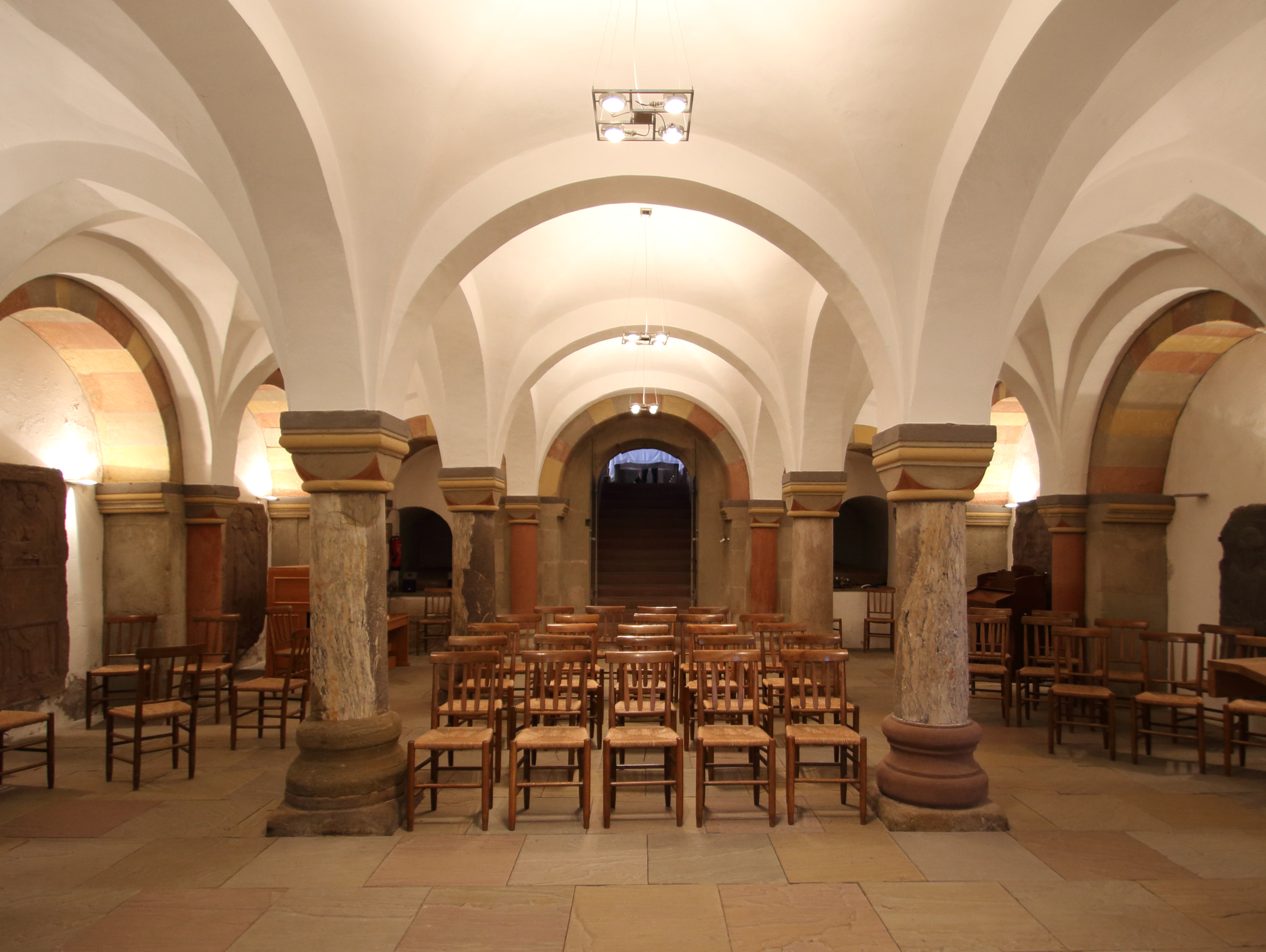
Romanische Hallenkrypta

Frühestes erhaltenes Zeugnis sakraler Bebauung ist die große Krypta aus der zweiten Hälfte des elften Jahrhunderts, die Georg Dehio in seinem Handbuch der deutschen Kunstdenkmäler als „schönste am Rhein zwischen Köln (St. Maria im Kapitol) und Speyer“ bezeichnet hat. Dieser erste, noch heute erhaltene Bauabschnitt erstreckt sich unter der Grundfläche des Chors und der Apsis über insgesamt vier Joche. Die säulengestützte Krypta schließt im Osten wie die auf ihren Außenmauern errichtete Apsis halbrund ab. Aus der Unterteilung der Krypta in ein Mittel- und zwei Seitenschiffe resultiert die Ausprägung quadratischer Kreuzgratgewölbe im Mittelschiff und rechteckiger Gewölbe in den Seitenschiffen. Die Joche des Mittelschiffes werden teils durch runde, teils durch leicht spitz zulaufende Gurtbögen definiert und geben ein frühes Zeugnis vom zaghaften Einzug gotischer Baukultur am Mittelrhein. Die Säulen bestehen aus Marmor, Granit und Sandstein und stehen auf hohen attischen Basen. Der Gewölbeansatz ruht auf gedrungenen Würfelkapitellen. Die unterschiedlichen Materialien gepaart mit den einfachen Formen der Romanik erzeugen in der Krypta eine schlichte und heitere Ästhetik. Der ursprüngliche Zugang zur Krypta befand sich an der Westseite im Mittelschiff, ist heute jedoch nicht mehr begehbar. Man erreicht sie stattdessen über einen Eingang an der Südwestseite der Kirche. Vermutlich stammen auch die Grundmauern der Chorflankentürme, sowie der Triumphbogen und die Seitenwände der Apsis aus diesem frühesten Bauabschnitt.

#### Die spätromanische Choranlage
Die endgültige Errichtung der Apsis im 5/10-Abschluss auf den östlichen Begrenzungsmauern der Krypta, sowie der Bau des Chores und der Flankentürme erfolgten jedoch erst um 1250. Die polygonale Struktur der Apsis wird am Außenbau durch Ecklisenen betont, die Wandfelder werden durch Lanzettfenster durchbrochen und sind durch Blendwerk in Spitzbogenoptik belegt. Das mittlere der Fenster weist ein Maßwerk auf, wobei der Zeitpunkt seiner Entstehung unsicher ist. Das aus Birnstabrippen bestehende Gewölbe der Apsis entspringt im Inneren aus Diensten, welche durch Wirtel (Schaftringe) gebündelt sind. Der südliche Chorflankenturm reicht lediglich bis zum Kranzgesims des Chores und weist bis heute den Originalzustand der Ostanlage nach. Am Standort der heutigen Taufkapelle im Untergeschoss finden sich Tonnen- und Kreuzrippengewölbe. Im Obergeschoss verweisen gekuppelte Spitzbogenfenster auf die spätromanische Erbauungszeit. Der nördliche Chorflankenturm gibt dagegen Zeugnis von sporadischen Veränderungen in der Barockzeit, wie beispielsweise der Dachreiter mit Zwiebelhaube über dem Satteldach belegt.
Über die Gestalt des Langhauses vor dem Brand im elften Jahrhundert ist nichts bekannt. Sein heutiges Aussehen erhielt das Kirchenschiff der ehemaligen Stiftskirche von etwa 1444 bis 1469, als der Bau zur Residenzkirche der Niedergrafschaft Katzenelnbogen erhoben und Gelder für den seit Ende des elften Jahrhunderts anvisierten Wiederaufbau des Langhauses zur Verfügung standen.

#### Das spätgotische Langhaus
Das weitgehend unverändert erhaltene spätgotische Kircheninnere ist 19 Meter breit, bis zum Chor 24 Meter lang und 16 Meter hoch. Die Seitenschiffe nehmen in ihrer Tiefe jeweils etwa die Hälfte der Grundfläche des Langhauses ein und erstrecken sich im Aufriss über dieselbe Höhe (Hallenkirche). Die in den Seitenschiffen eingezogenen Emporen weisen den Bau als Emporenhalle aus. Der Hauptzugang zum Kirchenraum führt im Westen durch einen mit Zinnen bekrönten und fast vollständig in das erste Joch des Langhauses eingestellten Westturm, der gleich einem Riegel zwischen das erste Joch des nördlichen und südlichen Querhauses geschoben ist. Auf Höhe des zweiten und dritten Joches wurden an beide Seitenschiffe nach Norden und Süden je zwei Kapellen angebaut. Das Kircheninnere wird von einem aufwendigen, in Mittel- und Seitenschiffen leicht variierenden Netzgewölbe auf Achteckpfeilern überwölbt, das in aufwendig gestalteten figürlichen und ornamentalen Schlusssteinen endet. Die Rippen der Arkaden, welche die Seitenschiffe vom Langhaus scheiden, gehen teilweise in das filigrane Netzgewölbe über.
Als Vorbild für die über die Emporen gezogenen Achteckpfeiler werden die baulichen Veränderungen an der Heidelberger Heiliggeistkirche um 1440 vermutet. Die Emporen unterteilen die Seitenschiffe in zwei gleich hohe Geschosse. An die vier Hauptjoche schließt sich im Osten in der Flucht des Langhauses der nahezu quadratische, oben bereits beschriebene Chor an. Während die Emporen im Westen um den Turm herumgeführt sind, bleiben die in der Fassadenflucht der Seitenschiffe liegenden Chorflankentürme im Inneren der Kirche baulich separiert.

### Bauschmuck
Bei der Besprechung des rein dekorativen Bauschmuckes sind vor allem die nach der Fertigstellung des Baus um 1469 begonnenen und 20 Jahre andauernden Ausmalungen des Langhauses zu nennen. Die um 1900 wiederentdeckten und in den 1960er Jahren restaurierten figürlichen Bildwerke zeugen – in Korrespondenz mit der farblichen Fassung des Kirchenäußeren – von einer sparsamen, aber kraftvollen und lebendigen Farbigkeit. Sämtliche unterstützenden Bauglieder, wie die Arkadenbögen, die Dienste oder die Rippen des Netzgewölbes, wurden rot bemalt, und weiß gefugt. Die wichtige Stellung der Schlusssteine wurde dabei durch Strahlen in blauer und roter Farbe zusätzlich betont. Neben der Darstellung des Jüngsten Gerichts an der Ostwand, die heute leider verloren ist, waren die Gewölbekappen der Seitenschiffe, die Kapellen und die Wandfelder unter den Emporen mit Einzelfiguren von Heiligen und religiösen Personengruppen geschmückt. In den Zwickelfeldern der Mittelschiffsbögen sind die zwölf Apostel, paarweise einander zugewandt, mit den ihnen traditionell zugeordneten Credozeilen dargestellt (Apostelcredo).
In der Taufkapelle im Erdgeschoss des südlichen Chorflankenturms hat sich ein Wandbild aus dem 14. Jahrhundert erhalten, das den heiligen Johannes zeigt.

### Nennenswerte Ausstattungsobjekte

#### Früheste Zeugnisse der Ausstattung
Im südlichen Seitenschiff befinden sich zwei Grabsteine aus der mittelrheinischen Frühgotik. Der eine ist mit dem Bildnis eines Vorstehers der Abtei Prüm versehen und stammt aus der Zeit um 1320. Der zweite Grabstein wurde für die 1329 verstorbene Adelheid von Katzenelnbogen-Waldeck angefertigt. Bei der spätgotischen Kanzel (um 1460) handelt es sich vermutlich um eine Steinmetzarbeit aus der Werkstatt des in Koblenz ansässigen Hermann Sander. Sie wird vom Heiligen Goar und den vier Evangelisten getragen. Die Stützfiguren sowie die Christusfigur sind in Kielbogennischen eingebettet. Ein weiteres originales Ausstattungsobjekt aus der Mitte des 15. Jahrhunderts sind die Glasscheiben in dem nach Osten gelegenen der nördlichen Kapellenanbauten, welche Bemalungen mit Heiligenmotiven aufweisen.

#### Die Grablege des Landgrafen Philipp II. von Hessen-Rheinfels
Die wohl bekanntesten und aufwendigsten Objekte, die im Zuge der Ernennung der Stiftskirche zur Residenzkirche hier aufgestellt wurden, stellen die Marmorgrabmäler aus dem Frühbarock in der nördlichen, zum Eingang im Westen hin gelegenen Seitenkapelle dar. Das frühere ist Landgraf Philipp II. (d. J.) von Hessen-Rheinfels gewidmet und wurde in dessen Todesjahr durch Wilhelm Vernuken aus Kalkar errichtet. Als dritter legitimer Sohn Philipps I. (des Großmütigen) 1541 in Marburg geboren, war er „seit dem Tod seines Vaters 1567 nach der in dessen Testament verfügten Erbteilung souveräner Herr der Niederen Grafschaft Katzenelnbogen, wo er sich [u. a.] die Rheinfels über St. Goar […] zu[r] Residenz[] ausbaute“. Das Grabmal des Landgrafen Philipps II. zeigt als früher entstandenes Kunstwerk noch einen additiven Aufbau. Über einem hohen, reich mit Bandelwerk belegten Sockel erhebt sich ein fast vollplastisch von der Wand gelöster Sarkophag, dessen „flachen Bandschmuck“ Heinzelmann in seinem Aufsatz mit „norddeutsche[n] Einflüsse[n]“ in Verbindung gebracht hat. Auf dem Sarkophag ist – durch Voluten mit dem Unterbau verbunden – ein triumphbogenartiges Gehäuse mit Rocaillen aufgesetzt. Dieses rahmt die leicht vortretende, vollplastisch gearbeitete Figur des Landgrafen und schließt in einem mächtigen Kranzgesims ab. Das zweite Grabmal ist historisch eng mit der Entstehung des ersten verknüpft, zeigt es doch die Gemahlin des Landgrafen. Anna Elisabeth wurde als Pfalzgräfin von Simmern geboren, war bis 1599 mit dem Landgrafen Philipp II. und anschließend mit dem Pfalzgraf Johann August von Veldenz verheiratet. Die Aufstellung des Monuments zusammen mit demjenigen ihres ersten Gemahls macht eine Datierung vor 1599 plausibel. Eine urkundliche gesicherte Zuschreibung des zweiten Grabmals an den Meister der Kölner Rathausvorhalle ist nicht möglich, seine Urheberschaft wird jedoch allgemein als wahrscheinlich angesehen, zumal es dem ersten in der Qualität der Ausführung keineswegs nachsteht. Bei deutlich filigranerer Ausführung der Ornamentik wirkt die Architektur des Denkmals organisierter und gestraffter. Zwei schlichte Säulen mit Akanthuskapitellen tragen ein ausladendes, reich mit Rocaillen belegtes Gesims, über dem sich die Ädikula mit der Statue der Landgräfin Anna Elisabeth erhebt. Entsprechend barocker Architekturtraktate zeichnet sich diese bedeutendere Ebene durch einen aufwendigeren Bauschmuck aus. Die Säulen sind nicht nur überhöht, sondern weisen zusätzlich verzierte Schäfte auf und werden durch gedoppelte Pilaster begleitet. Der Grabmalsaufbau schließt in einem Bogenfeld mit Wappenkartusche. Die Figur der Landgräfin, welche ihrem in Schrittstellung gearbeiteten Gemahl fast statuarisch und mit gefalteten Händen auf gleicher Höhe gegenübersteht, unterstreicht Höhenzug und feine Eleganz des Monuments. Heinzelmann hat im Fall des zweiten Grabmals eine Verwandtschaft „mit den großen süddeutschen Denkmälerreihen vom Ende des 16. Jahrhunderts zu Wertheim, Pforzheim und Tübingen“ attestiert.
Auch die Stuckaturen der nordwestlichen Seitenkapelle werden heute Wilhelm Vernukken zugeschrieben, der sie nach dem Thema der christlichen Tugenden aufbaute. Als Vergleichsbeispiele können seine Arbeiten in der Kapelle von Schloss Wilhelmsburg bei Schmalkalden gelten.

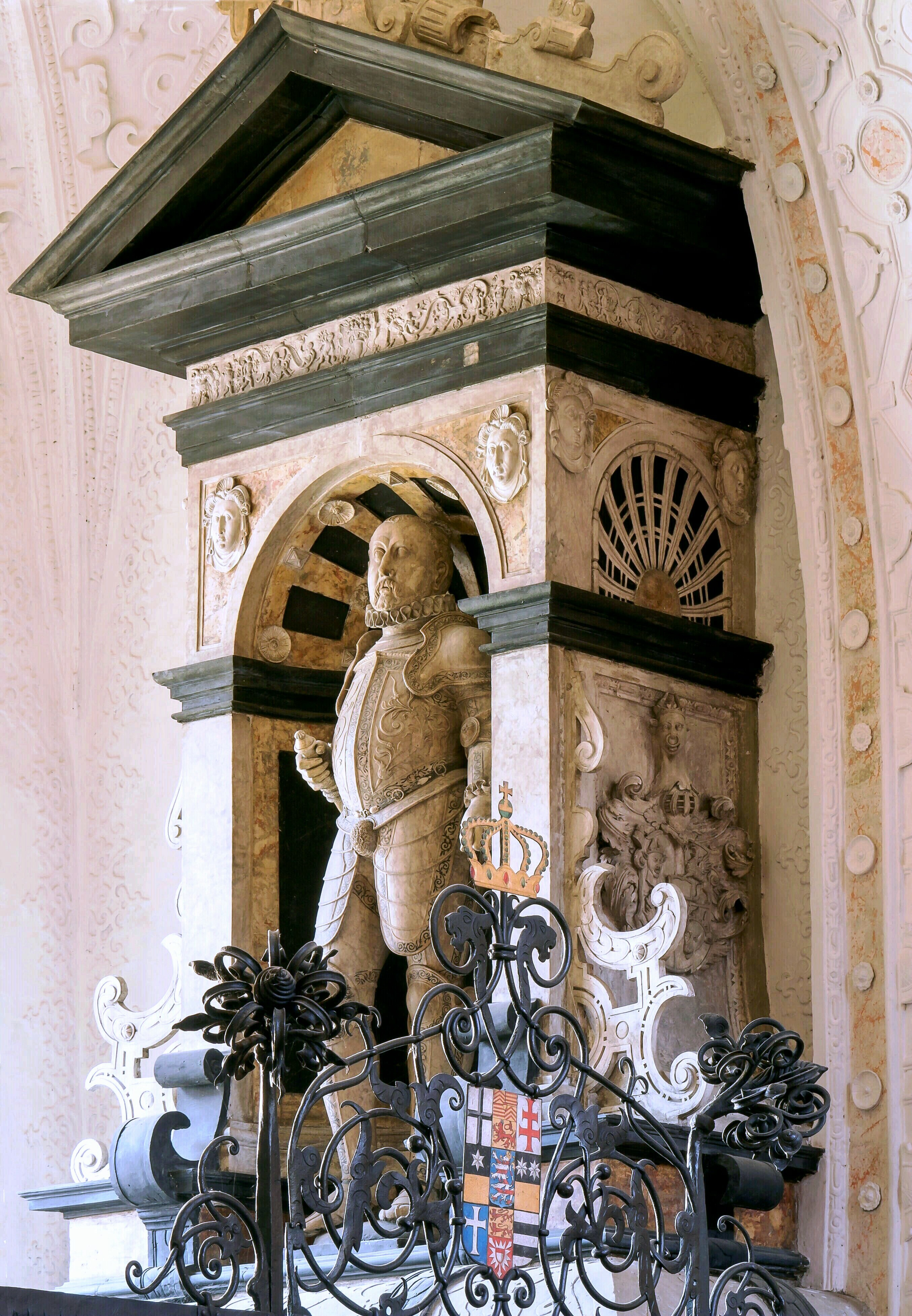
Grabmal von Philipp II.
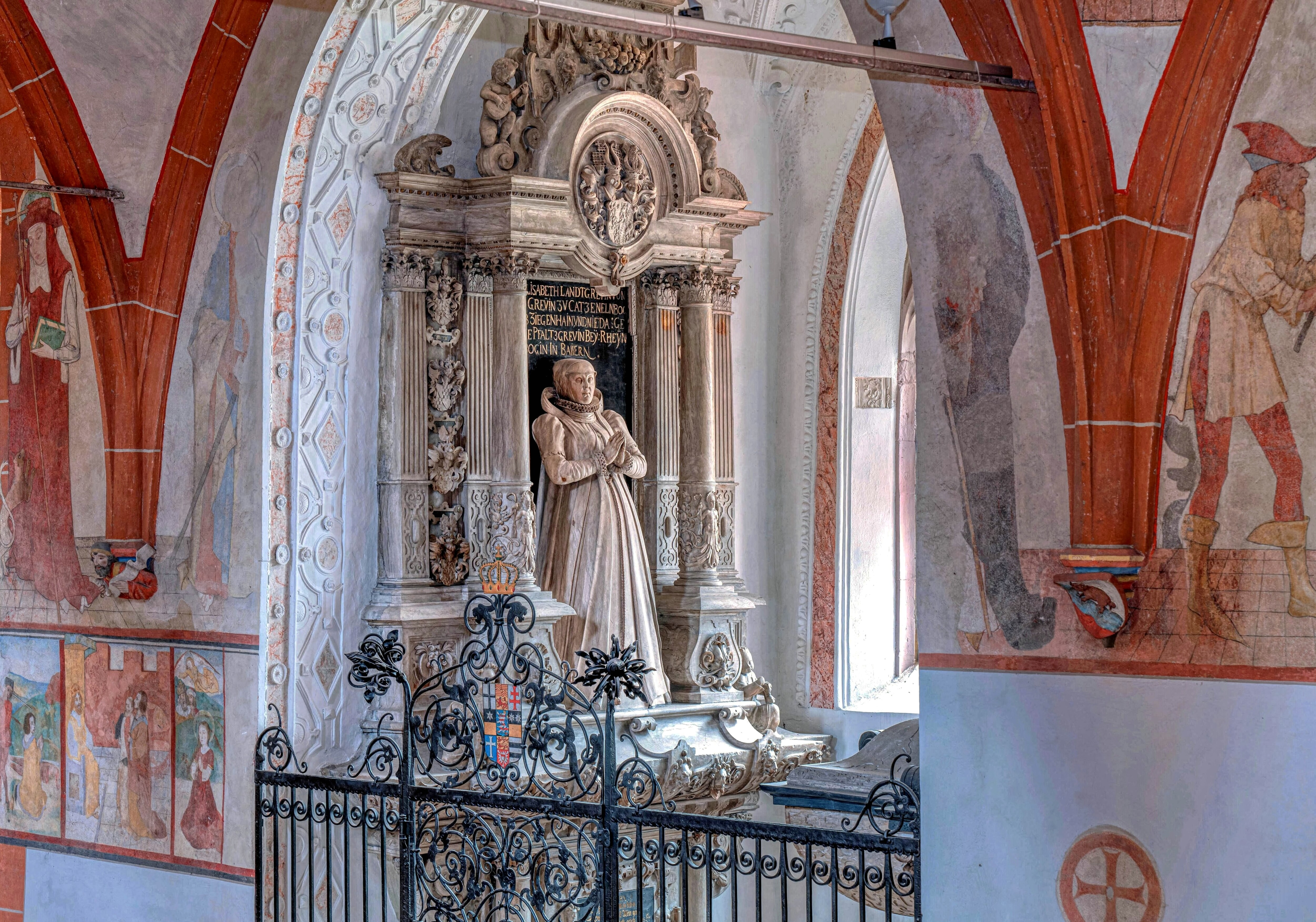
Grabmal von Anna Elisabeth

#### Ausstattungselemente des 19. Jahrhunderts
Den Abschluss der Kapelle zum nördlichen Seitenschiff bildet ein schmiedeeisernes historistisches Gitter, das um 1900 von Gottfried Strobel aus Mainz in Renaissanceformen gefertigt wurde und wahrscheinlich ein barockes, bei Einbau der Denkmäler entferntes Eisentor ersetzte. Die Orgel aus dem Hause Stumm wurde zu Beginn des 19. Jahrhunderts eingebaut. Das Gestühl der Kirche entstammt der Epoche des Historismus und wurde in neugotischem Stil dem spätmittelalterlichen Inneren des Kirchenraums angepasst.

### Orgel

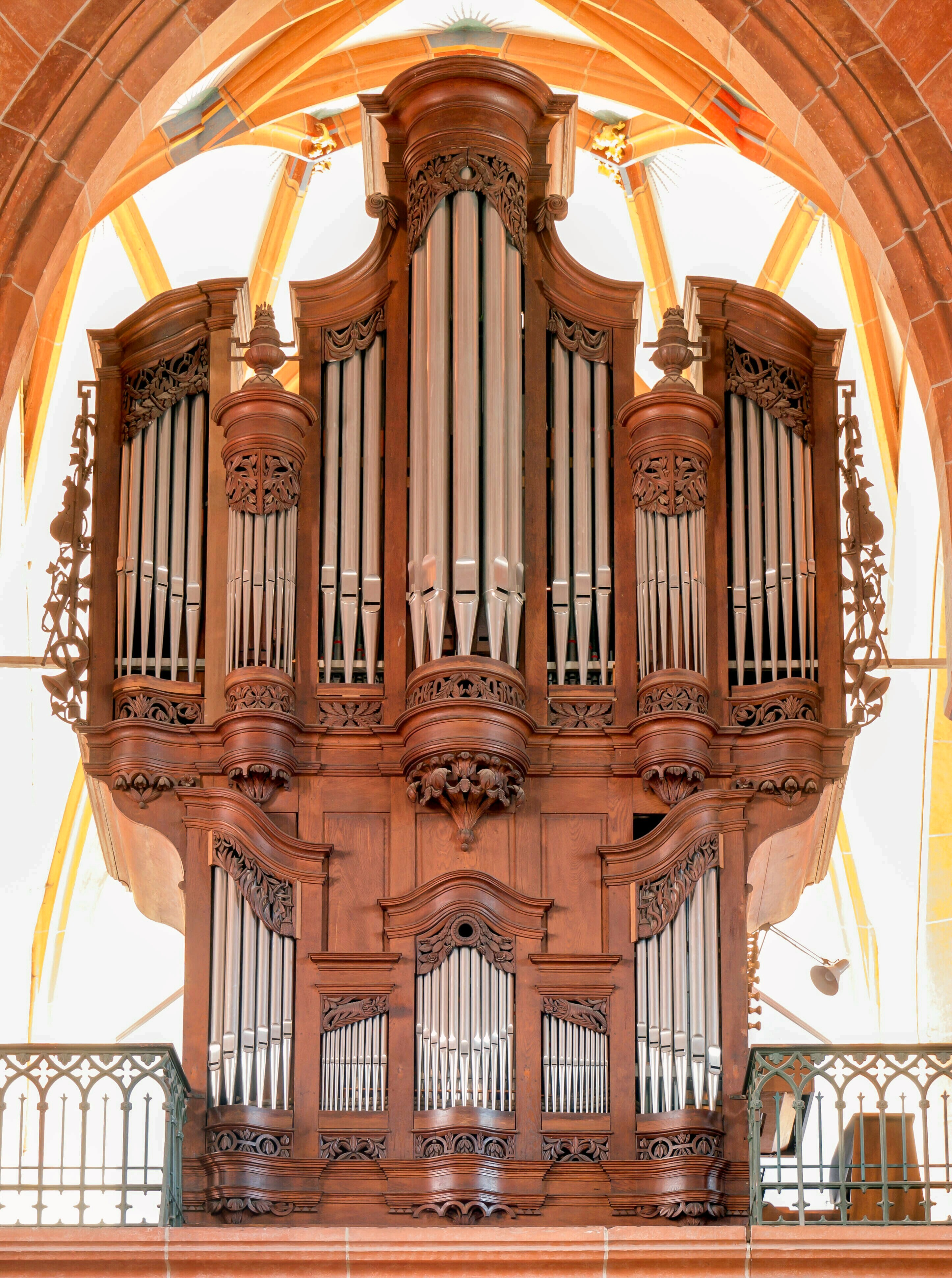
Die Orgel

Die Orgel der Stiftskirche wurde 1818–1820 von den Orgelbauern Franz Heinrich und Carl Stumm (Sulzbach/Hunsrück) erbaut. Ursprünglich verfügte sie über 23 Register auf zwei Manualen und Pedal. Das Instrument war zunächst im Chorraum aufgestellt und wurde erst 1842 auf die Westempore umgesetzt. Nach dem Zweiten Weltkrieg wurde die Orgel mehrfach restauriert und auch erweitert. Das Instrument hat heute 26 Register auf zwei Manualen und Pedal. Sechs Register der Stumm-Orgel sind ganz und zwei noch teilweise erhalten.
| I Hauptwerk C–f3 |         |
| Principal        | 08′     |
| Bordun           | 08′     |
| Viola da Gamba 0 | 08′     |
| Octav            | 04′     |
| Flöte            | 04′     |
| Quint            | 02 ⁄3′  |
| Octave           | 02′     |
| Terz             | 01 3⁄5′ |
| Mixtur IV        | 01 ⁄3′  |
| Basson           | 16′     |
| Trompete         | 08′     |
| Tremulant        |         |

| II Unterpositiv C–f3 |       |
| Gedackt              | 8′    |
| Quintade             | 8′    |
| Principal            | 4′    |
| Rohrflöt             | 4′    |
| Octav                | 2′    |
| Quint                | 1 ⁄3′ |
| Sifflöte             | 1′    |
| Zimbel III 0         | 1⁄2′  |
| Krummhorn            | 8′    |
| Tremulant            |       |

| Pedal C–d1        |     |
| Subbaß            | 16′ |
| Octavbaß          | 08′ |
| Gedacktbaß        | 08′ |
| Choralbaß         | 04′ |
| Rauschpfeife IV 0 | 02′ |
| Posaune           | 16′ |

- Koppeln: II/I, I/P, II/P

Seit dem Jahr 2019 steht in der Kirche zusätzlich eine Truhenorgel des Orgelbauers Johannes Kircher aus Heidelberg.  Diese hat neben vier üblichen Registern (mit Teilung in Bass und Diskant) zusätzlich die zwei Effektregister Zimbelstern und Nachtigall, welche für eine Truhenorgel ungewöhnlich sind. Das Instrument ist außerdem transponierbar von 415 Hz über 440 Hz bis 465 Hz.

### Historische Glocken
Vom ursprünglich vierstimmigen mittelalterlichen Geläute haben sich bis heute drei Glocken erhalten.
Die älteste und zugleich kleinste Glocke stammt vermutlich aus der ersten Hälfte des 13. Jhdts. und weist die typische Zuckerhutform auf. Die beiden großen Glocken sind auf das Jahr 1506 datiert und wurden vom Trierer Glockengießer Wilhelm von Rode gegossen.

## Stilistische Einordnung und Bedeutung

### Die Krypta – bedeutende Vorbilder
Auf die Bedeutung der Krypta aus der Mitte des elften Jahrhunderts wurde bereits zu Beginn des vierten Kapitels verwiesen. Dehios Vergleich der Stiftskirche mit so bedeutenden Bauten wie St. Maria im Kapitol in Köln (1040) oder dem Speyerer Dom ist insofern bemerkenswert, als sich die Form der groß angelegten, kreuzgratgewölbten Hallenkrypta im Falle St. Goars innerhalb eines einzigen Jahrzehnts von Hochburgen der spätromanischen Baukultur in die Provinz durchsetzte.

### Der Hallentypus
Die ehemalige Stiftskirche in St. Goar vereint den Typus der Hallenkirche mit dem Bau von Emporen und lässt sich somit in den Bautraditionen am Mittelrhein verorten. Der Grundtypus der Emporenhalle gepaart mit besonders aufwendigen Einzelformen – Dehio hat hier v. a. die „schwalbenschwanzförmige[n] Rippenendungen im südlichen Seitenschiff“ hervorgehoben – weisen die evangelische Pfarrkirche von St. Goar als Höhepunkt und Vorbild der spätgotischen Architektur zwischen Ahrweiler und Heidelberg aus. Zu den Kirchenbauten, die sich möglicherweise an der ehemaligen Stiftskirche orientierten, zählt beispielsweise die Pfarrkirche in Kiedrich im Rheingau.
Der Chorschluss der Stiftskirche zu Münstermaifeld weist mit seiner 5/10-Struktur, den Birnstabrippen des Gewölbes und den gewirtelten Diensten eine frappierende Ähnlichkeit zur Apsis der ehemaligen Stiftskirche St. Goar auf. Welcher der beiden Kirchenbauten für die Ausgestaltung des jeweils anderen Pate gestanden haben mag, ist weitgehend unklar. Der Beginn am Bau der Choranlage des Stifts Münstermaifeld ist nach dem Erwerb eines Steinbruchs 1225 zu datieren und gehört laut Overdick in die erste Phase der bis ins 14. Jahrhundert andauernden Bauarbeiten. Die deutlich aufwendigere Bemalung der Rippen und Dienste könnte als Anhaltspunkt einer Nachfolge des St. Goarer Stiftes angesehen werden.
Die Hallenform war als Kirchentypus in Deutschland im 14. Jahrhundert bereits etabliert. Aus regionalen Ausprägungen in Altbayern und Westfalen wurde diese Bauform bald in weiten Teilen Deutschlands eingesetzt. Nach den ersten Kirchen dieses Typs in Hessen, wie z. B. der Elisabethkirche in Marburg (1235–1285), folgten Ausprägungen der Hallenkirche am Mittelrhein. Der Typus der Emporenhalle muss zudem in unmittelbarem Zusammenhang mit den pfälzischen/katzenelnbogener Auftraggebern gesehen werden. Als Vorbild diente wahrscheinlich die Heiliggeistkirche, eine pfälzische Residenzkirche in Heidelberg.

### Die dekorativen Elemente
Auch in der dekorativen Gestaltung setzte die ehemalige Stiftskirche Akzente für die rheinische Kunst. So handelt es sich nach Georg Dehio bei der Ausmalung des Langhauses aus der Mitte des 15. Jahrhunderts beispielsweise um „das umfangreichste aus dem späten Mittelalter am Rhein erhaltene Denkmal dieser Kunstgattung.“. An plastischem Bauschmuck überzeugen vor allem die Blattwerkornamente der spätgotischen Kapitelle, Schlusssteine und Konsolen.

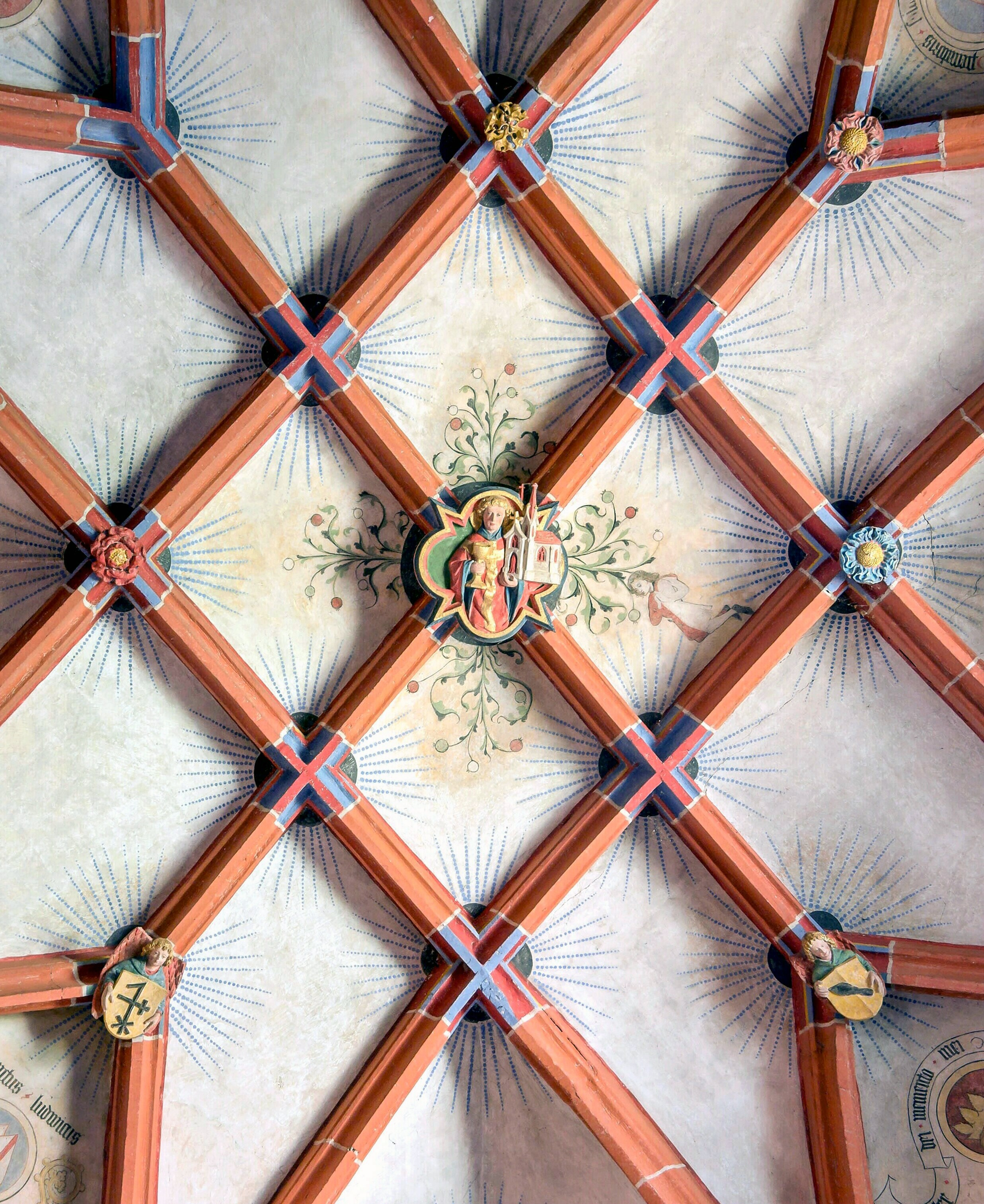
Netzgewölbe im Seitenschiff mit Kirchenpatron Goar im Schlussstein
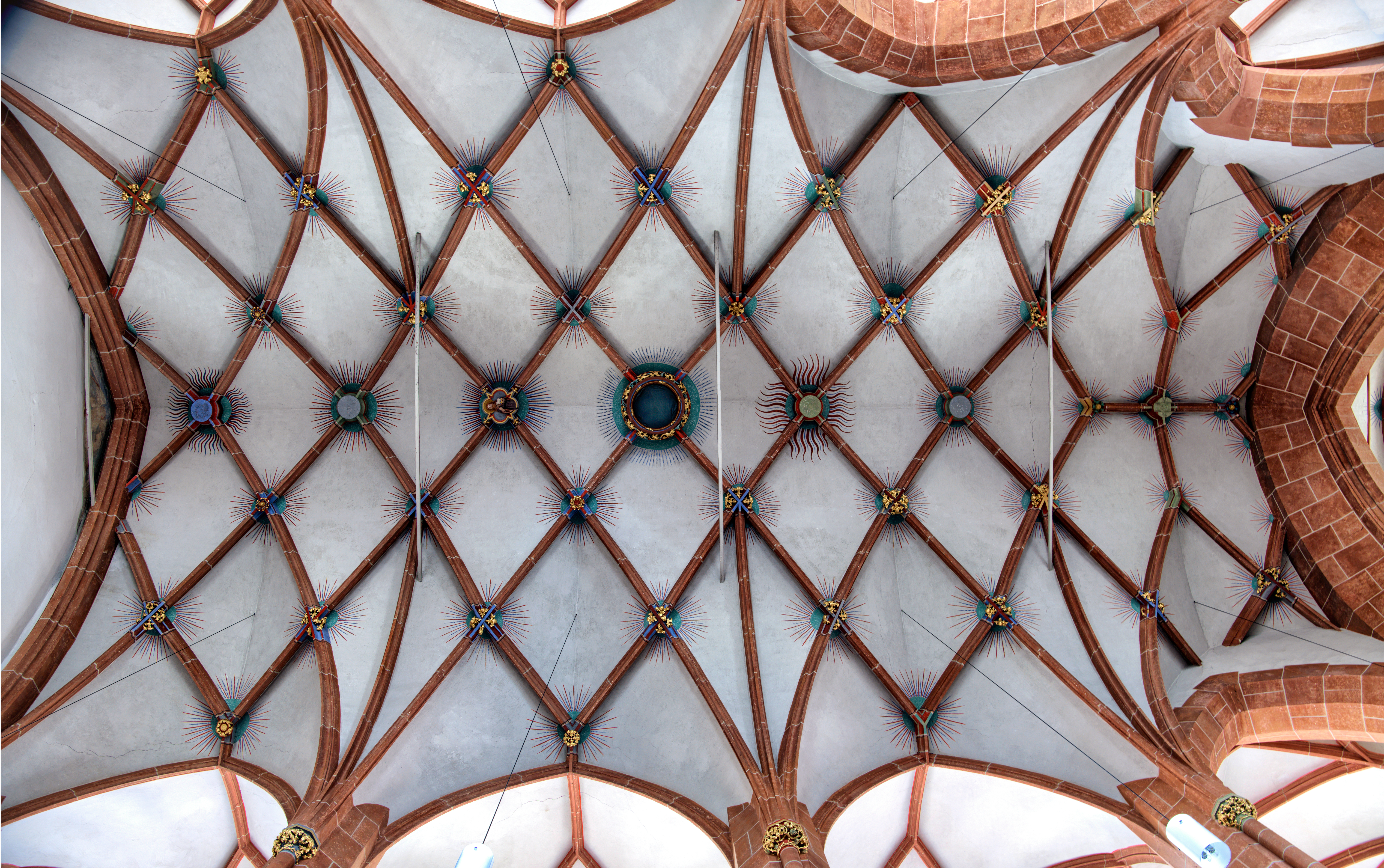
Netzgewölbe des Mittelschiffes
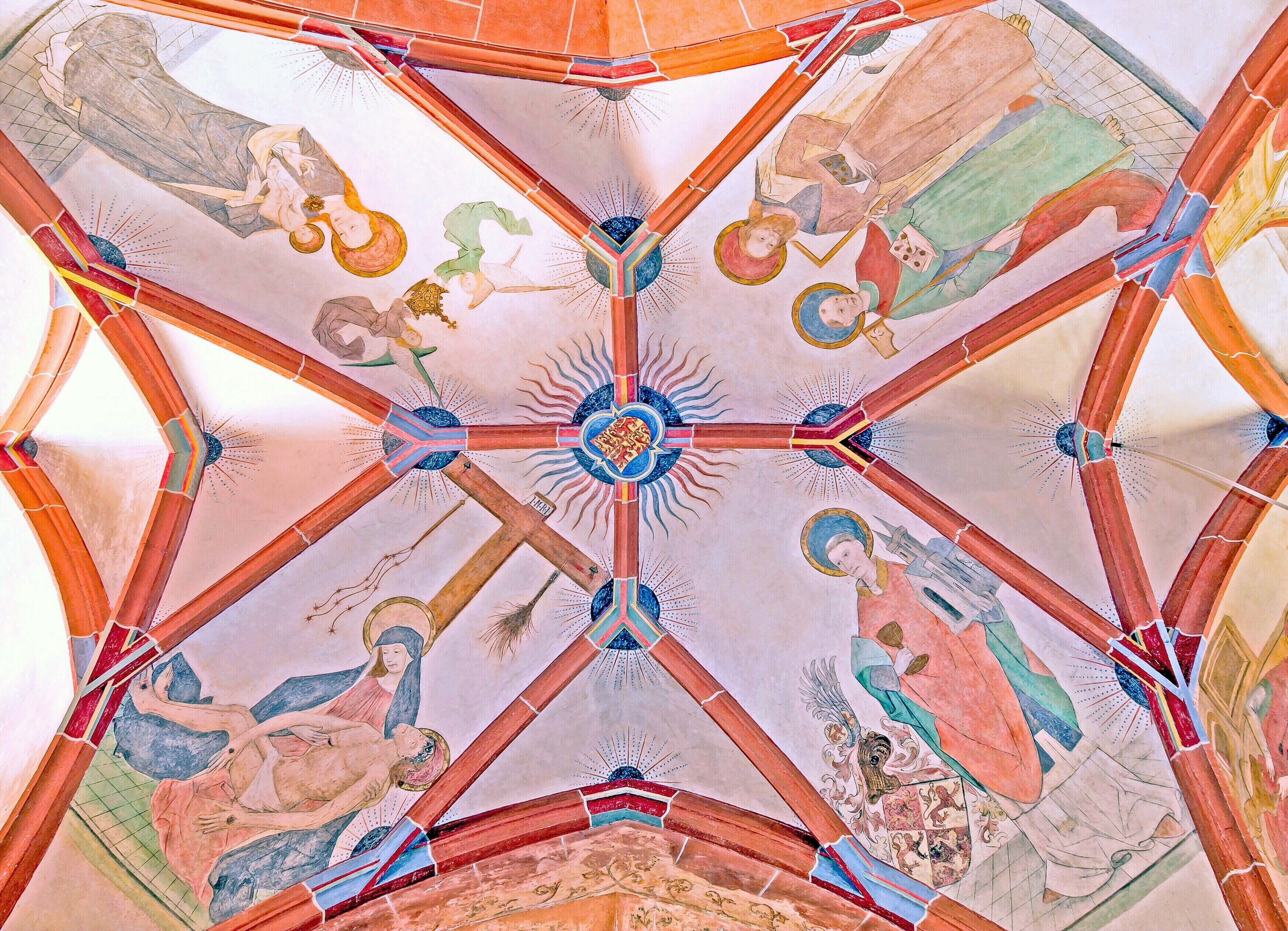
Gewölbe im südlichen Seitenschiff mit Marien- und Heiligendarstellungen
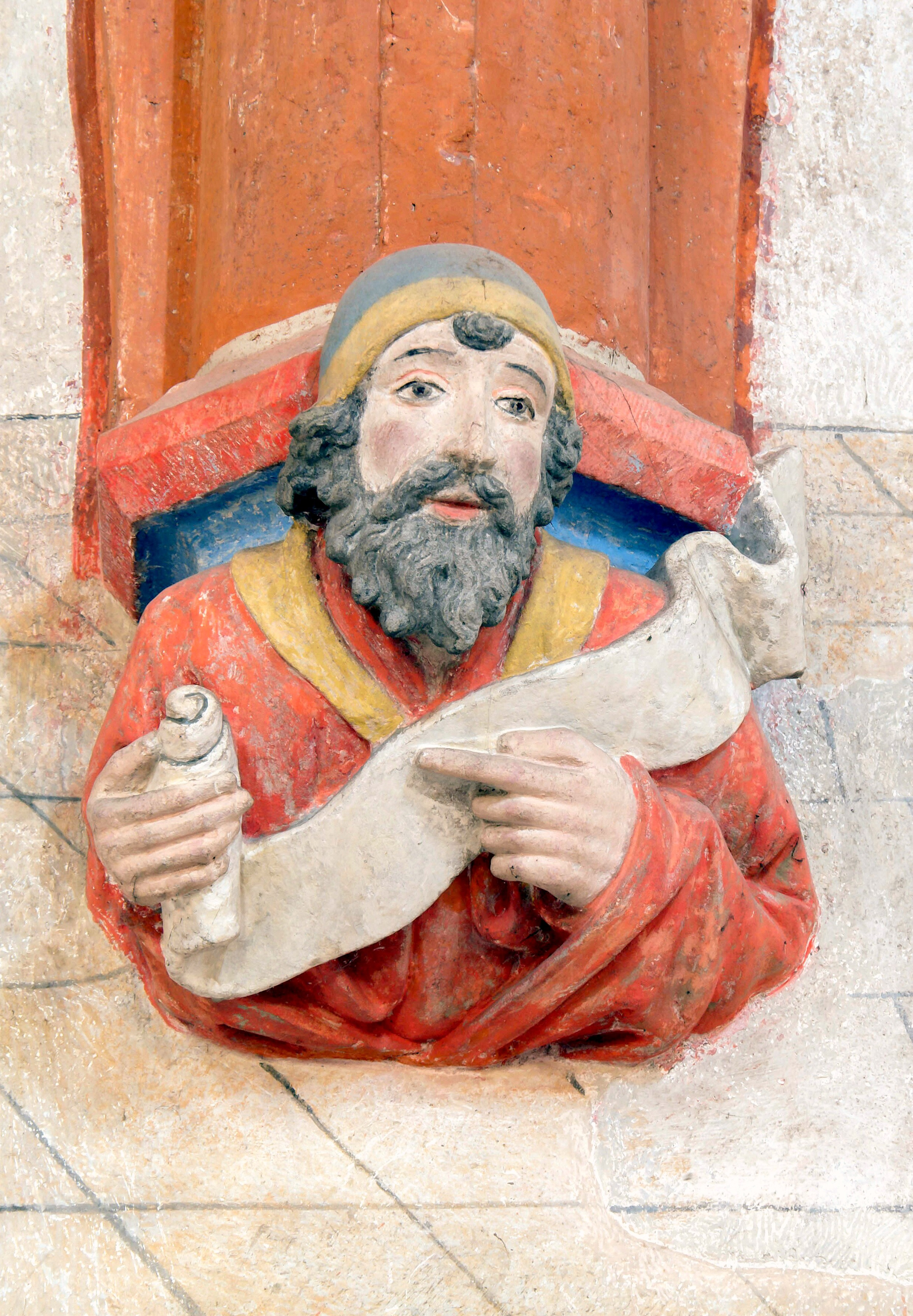
Prophetenkonsole
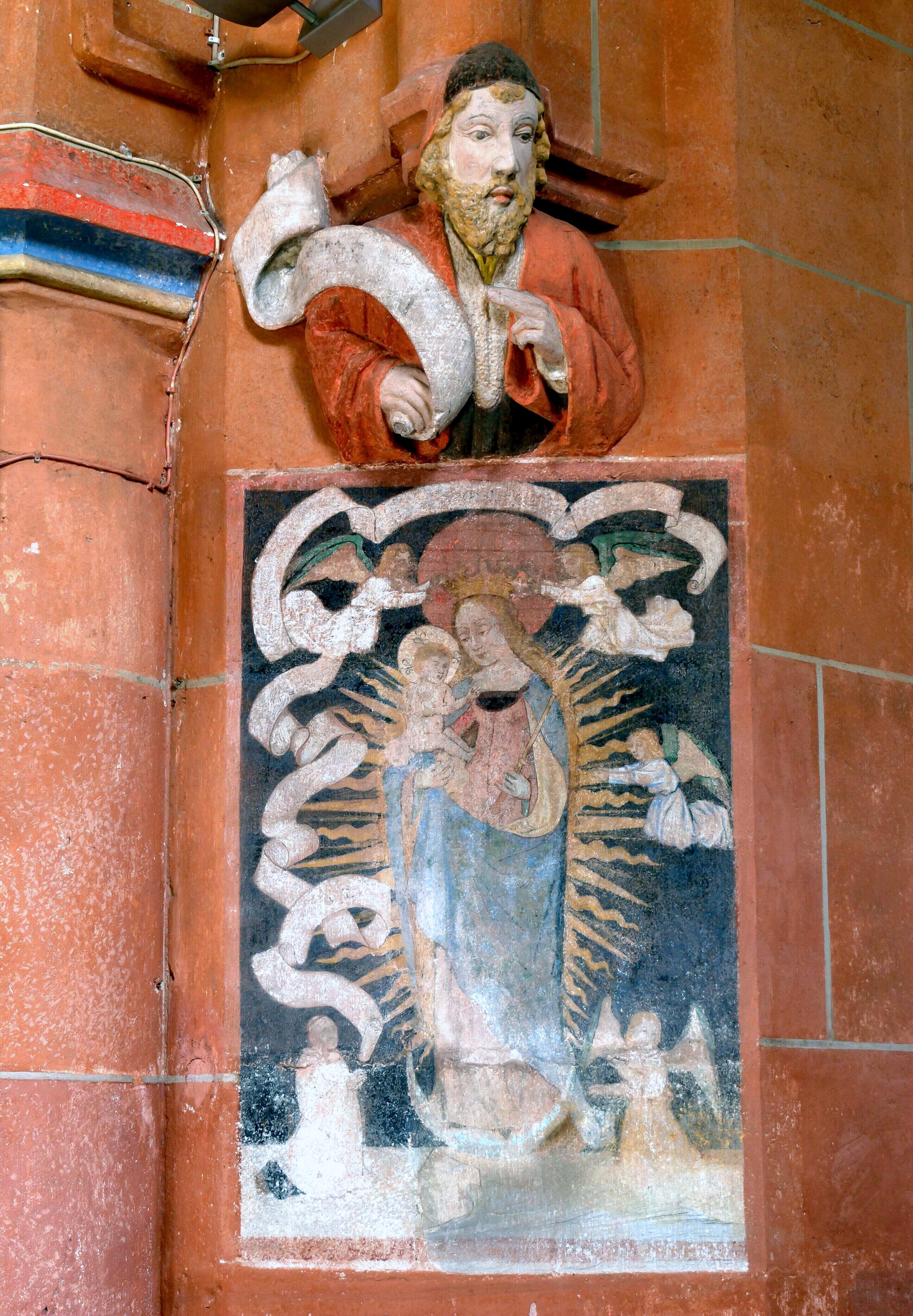
Strahlenkranzma-donna und Prophetenkonsole
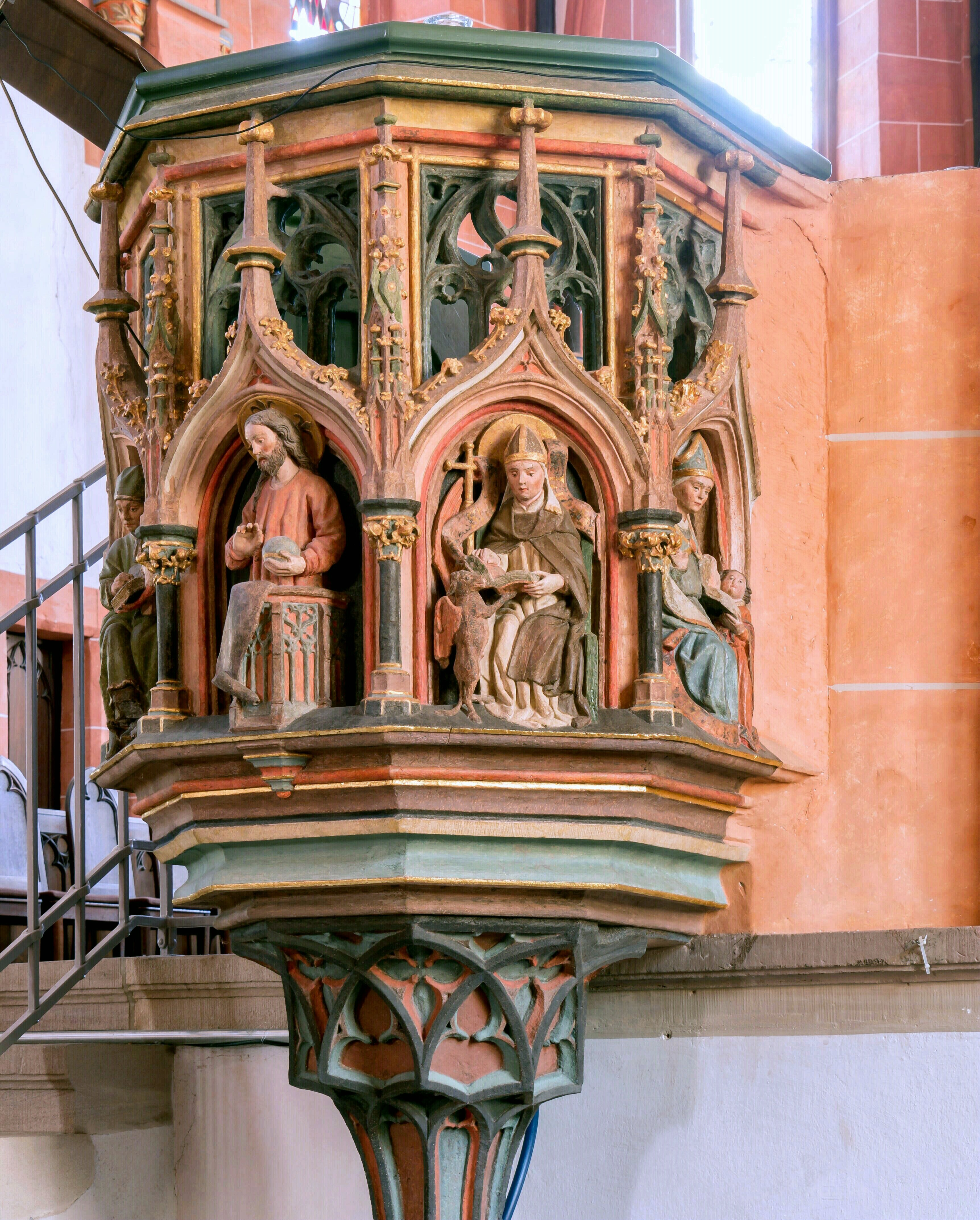
Steinkanzel um 1460
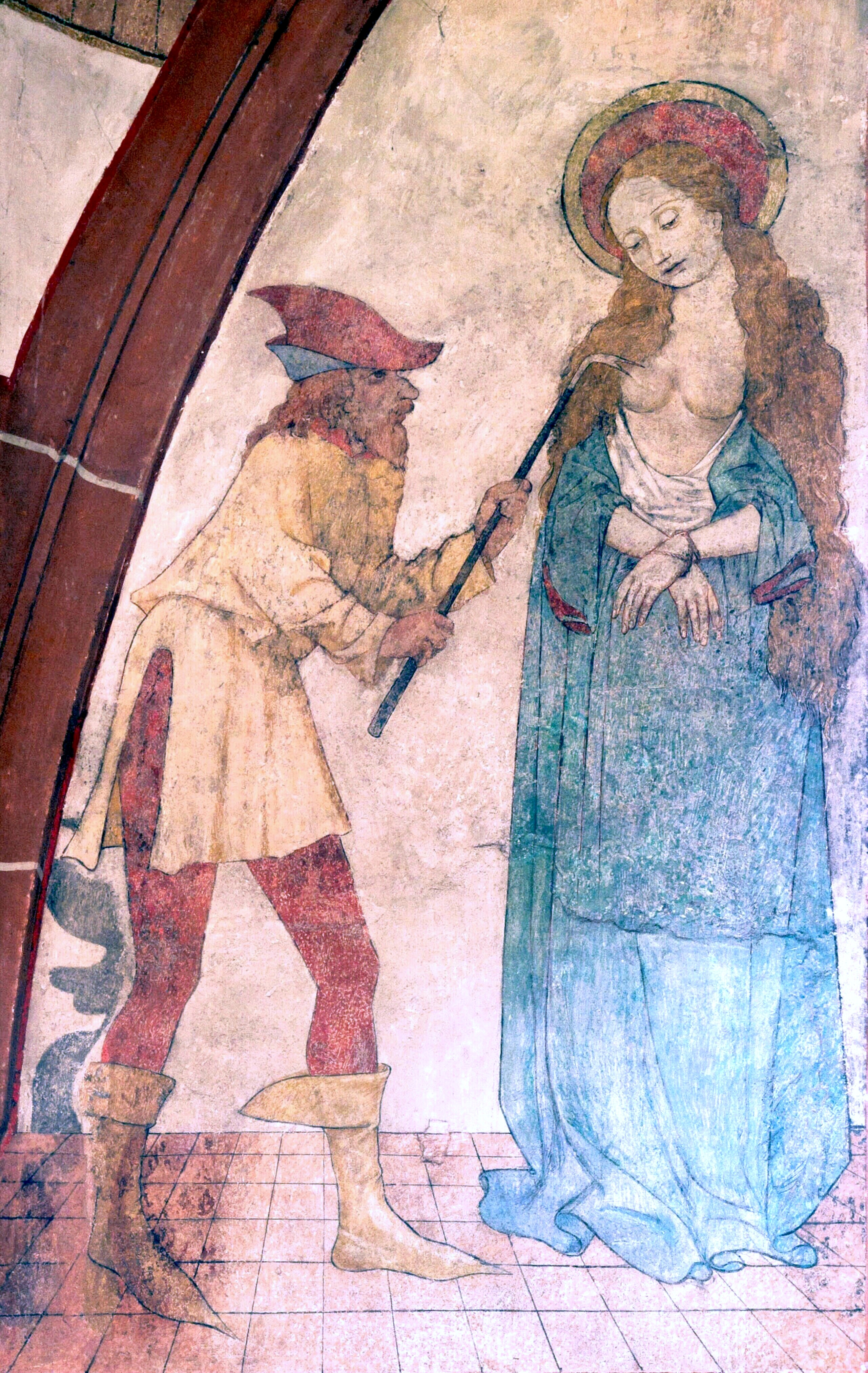
Fresko mit dem Martyrium der Heiligen Agatha von Catania